# Terence Dale Pennington
Terence Dale Pennington, född 1938 i Ewell, är en brittisk botaniker specialiserad på tropiska skogar.
Auktorsnamnet T.D.Penn. kan användas för Terence Dale Pennington i samband med ett vetenskapligt namn inom botaniken; se Wikipediaartiklar som länkar till auktorsnamnet.